# Dusty Springfield
Mary Isobel Catherine Bernadette O'Brien (Hampstead, Londres; 16 de abril de 1939–Henley-on-Thames, Oxfordshire; 2 de marzo de 1999), conocida artísticamente Dusty Springfield, fue una cantante de pop y soul británica.
Springfield gozó de una gran popularidad durante los años 1960, representando el lado más sofisticado del Swinging London así como en Estados Unidos y siendo considerada un icono por el movimiento mod. Primero como miembro del trío The Springfields, comenzó una exitosa carrera como solista a mediados de los años 60, convirtiéndose en la contraparte blanca del soul negro estadounidense.
Entre sus canciones más populares se encuentran You Don't Have To Say You Love Me (1966), y Son of a Preacher Man (1968), que fue lanzada como sencillo de su álbum Dusty in Memphis, que si bien no gozó de éxito comercial en su momento, es considerado su trabajo más exitoso, influyente e importante a la fecha, gozando de un estatus de culto en la actualidad.
A comienzos de los años 1970 se convirtió en un símbolo para la cultura lesbiana tras hacer pública su bisexualidad, aunque años después confirmaría su identidad como lesbiana. Su relación sentimental más famosa fue con la tenista Billie Jean King. Adicionalmente fue segregada de la industria de la música por su preferencia sexual. 
Tras una etapa de menor relevancia, recobró notoriedad a finales de los años 1980 gracias a sus colaboraciones con el dúo Pet Shop Boys, gracias a los cuales regresó a los listados de éxitos internacionales, aunque ya no con el mismo ímpetu de los años 60.
A mediados de los años 90 gozó de un último período de éxito con la inclusión de su canción Son of a Preacher Man en la película de culto de Quentin Tarantino, Pulp Fiction, que estuvo nominada al Óscar en 1995. Fue reconocida como miembro de la Orden del Imperio Británico de manera póstuma, ya que falleció prematuramente en 1999.

## Biografía
Springfield nació el 16 de abril de 1939 en West Hampstead, la segunda hija de Gerard Anthony "OB" O'Brien (1904-1979) y Catherine Anne "Kay" O'Brien (de soltera Ryle; 1900-1974), ambos inmigrantes irlandeses. Springfield aprendió a cantar en casa, su padre, admirador de la música clásica y el jazz, le transmitió su pasión por la música, y ya desde una edad muy temprana Dusty comenzó a mostrar interés por el jazz, el blues y en especial por la artista norteamericana Peggy Lee, a quien tomó como referencia para su carrera como cantante. Tras dejar la escuela, Springfield cantó con su hermano Tom en clubes folclóricos locales. En 1957, la pareja trabajó junta en campamentos de vacaciones.

## Trayectoria

### Inicios
Sus primeros pasos en la música los inició en 1959 cuando formó un grupo vocal femenino llamado The Lana Sisters. Tras su disolución en ese mismo año, creó un grupo de folk llamado The Springfields junto a su hermano Dion y a Tim Field, momento tras el cual los dos hermanos cambiarían sus nombres artísticos por los de Tom Springfield y Dusty Springfield. El grupo obtuvo un gran éxito tanto en su país como en EE. UU. con canciones como "Silver Threads and Golden Needless", "Island of Dreams" o "Bambino".

### La época dorada

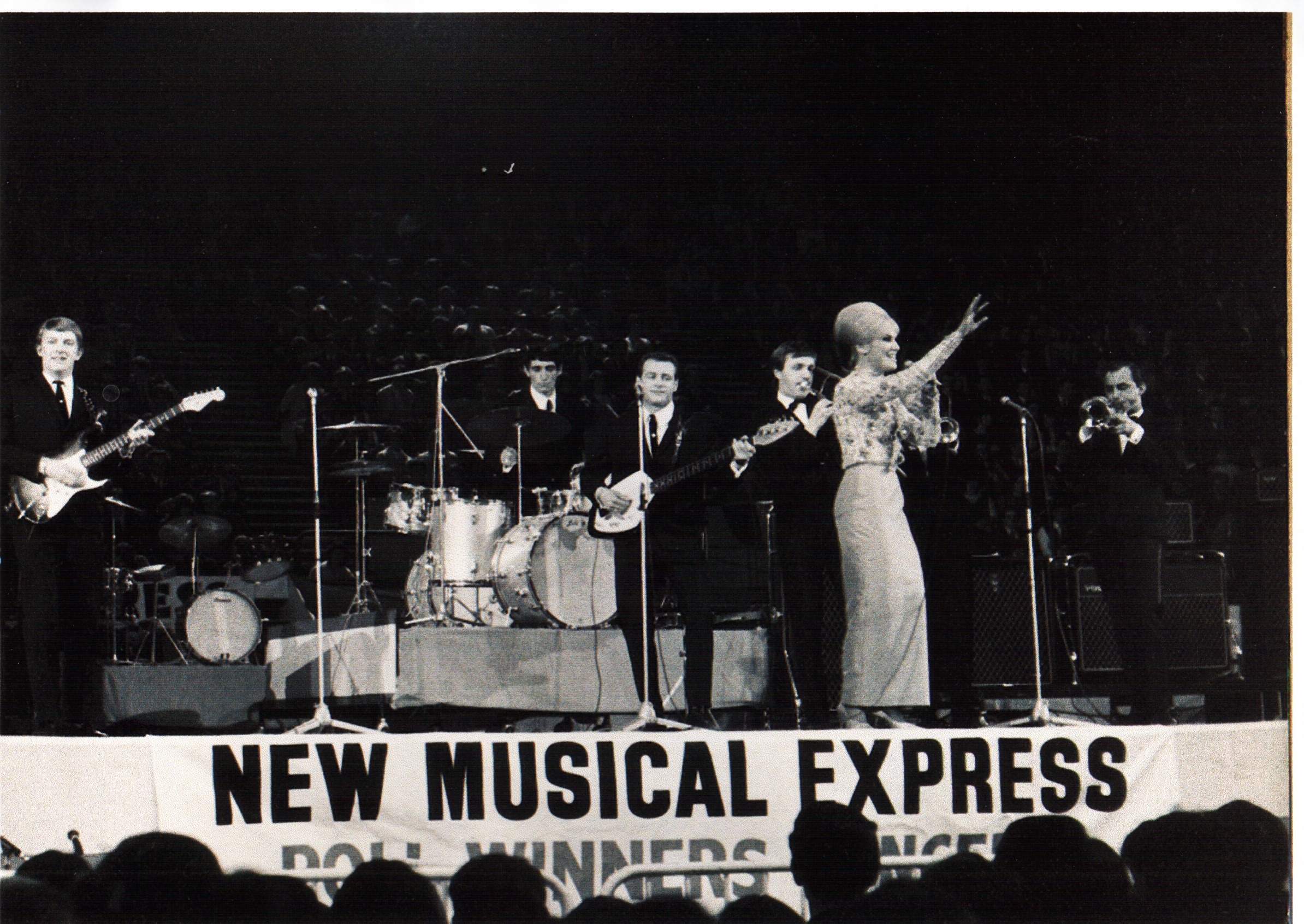
Dusty en una gira durante 1965

Tras la separación de The Springfields, inició su carrera en solitario en 1963 con el sencillo "I Only Want To Be With You", canción con claras influencias de los grupos femeninos de soul de la Motown o los producidos por Phil Spector. En este tema, además de cantar, se involucró en la producción y los arreglos, algo que a partir de entonces sería una constante a lo largo de su carrera. El sencillo logró un destacado éxito, llevándola a ser la cantante más conocida en su país y una referencia para muchas jóvenes británicas, quienes imitaban su peinado y su maquillaje.

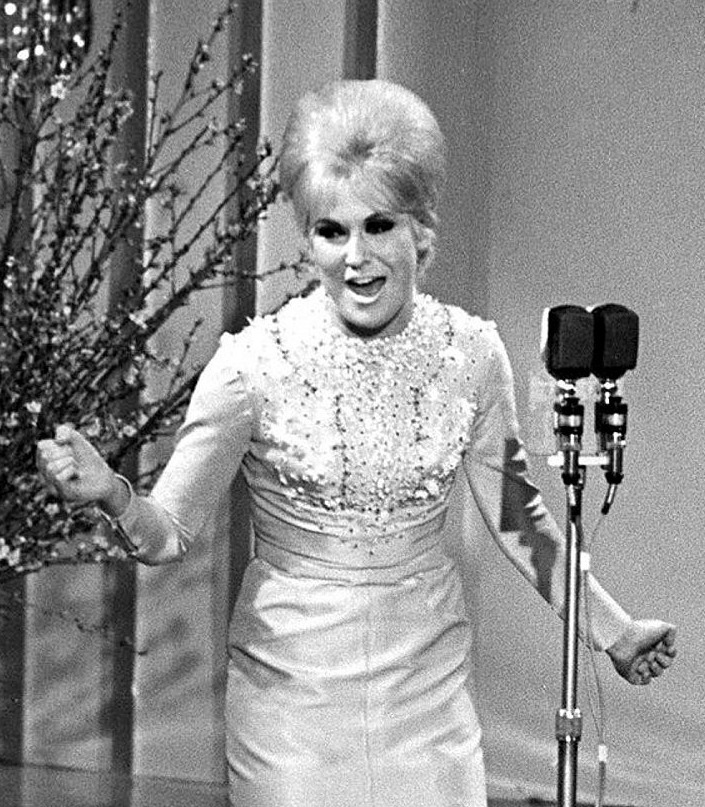
Dusty en San Remo, 1965

El éxito le siguió acompañando durante el año siguiente con su primer álbum A Girl Called Dusty y con sencillos como "Wishin' and Hopin", "I Just Don't Know How to do with Myself" o "All Cried Out". En el mismo año protagonizó un sonado incidente tras negarse a actuar en Sudáfrica si no se permitía que a su concierto asistieran personas de raza negra, motivando su salida del país africano y la demanda al gobierno tras las presiones recibidas para que actuara.

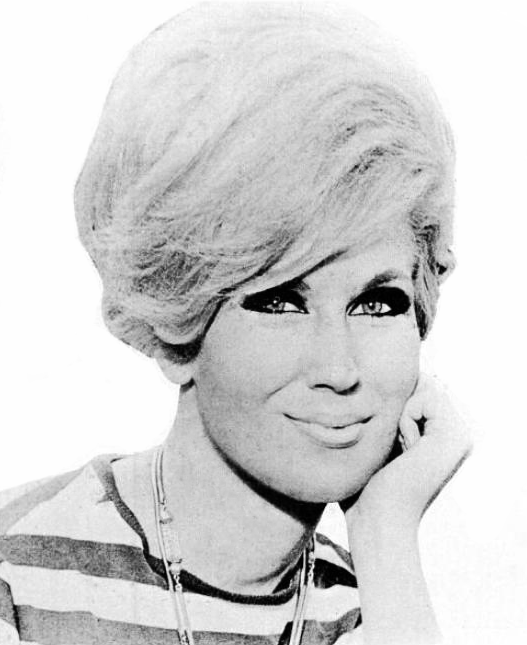
Dusty en 1966

Dusty mantuvo su notoriedad durante los siguientes años, colocando en los primeros puestos de las listas de éxitos canciones como "You Don't Have to Say You Love Me" (versión de la canción «Io che non vivo (senza te)», de Vito Pallavicini y Pino Donaggio, interpretada por este último en el Festival de San Remo 1965, adaptada al inglés por Vicki Wickham y Simon Napier-Bell), que alcanzó el número uno en el Reino Unido y que se mantuvo en el top ten durante trece semanas seguidas. Otros sencillos emblemáticos de este periodo fueron "Sunny", "Losing You" o "The Look of Love", canción compuesta por Burt Bacharach y Hal David y que fue el tema principal de la banda sonora de la película Casino Royale. También presentó un programa en la televisión británica dedicado al soul llamado The Sound of Motown.
Hacia 1967 comenzó a perder popularidad a causa del auge del rock psicodélico y la cultura hippie, planteándose un nuevo enfoque a su música para adecuarse a la nueva situación. Así, dos años más tarde grabaría su álbum más emblemático, Dusty in Memphis. Con este disco, no consiguió recuperar el éxito masivo, pero obtuvo el reconocimiento de los críticos, quienes lo señalaron como su mejor trabajo, llegando a menudo a figurar en las listas de los mejores álbumes de la historia del rock. El tema más conocido del disco, "Son of a Preacher Man" fue versionado por Aretha Franklin poco después.

### El declive

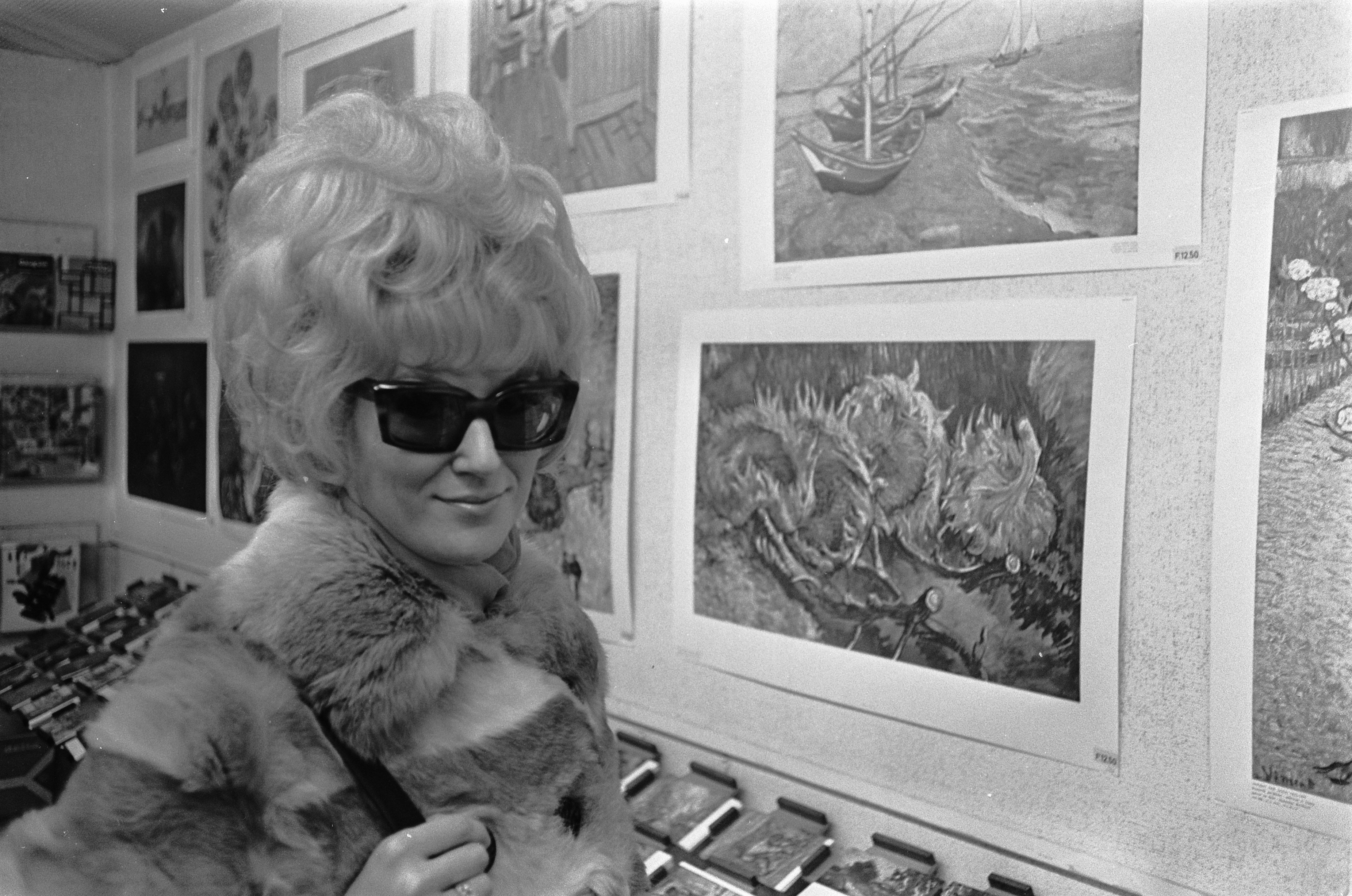
Dusty en 1968.

A principios de los años 1970 grabó discos como A Brand New Me o Cameo, que fueron aclamados por la crítica pero no por el público, comenzando una crisis personal que le llevaría a una fuerte adicción a la cocaína. A pesar de todo ello seguía siendo una figura popular y no se libraba del acoso de la prensa, por lo que decidió proclamar abiertamente su bisexualidad, aunque biografías posteriores han revelado que en realidad era lesbiana.
En esta época se instaló en Estados Unidos y mantuvo una relación amorosa con la tenista Billie Jean King. Durante el resto de los años 1970 y la primera mitad de los 80, siguió grabando algunos discos, aunque sin la calidad de sus mejores tiempos.

### Segunda juventud
En 1987 aceptó una invitación de Pet Shop Boys, uno de los grupos más populares de entonces y que la admiraban incondicionalmente, para intervenir en la canción «What Have I Done to Deserve This?», incluida en Actually, el segundo disco del dúo británico. La canción llegó al 2.º puesto en las listas de éxitos británicas.
Su colaboración con el dúo pop continuó con el álbum Reputation (1990), que Pet Shop Boys escribieron y produjeron para ella; en él estaba presente el sonido tecno pop característico del dúo y sirvió para relanzar la carrera de Dusty.

### Últimos años
En 1994 Quentin Tarantino rescató el clásico "Son of a Preacher Man" para incluirlo en la banda sonora de su película Pulp Fiction, y en el mismo año se editó un documental sobre su vida titulado Full Circle.

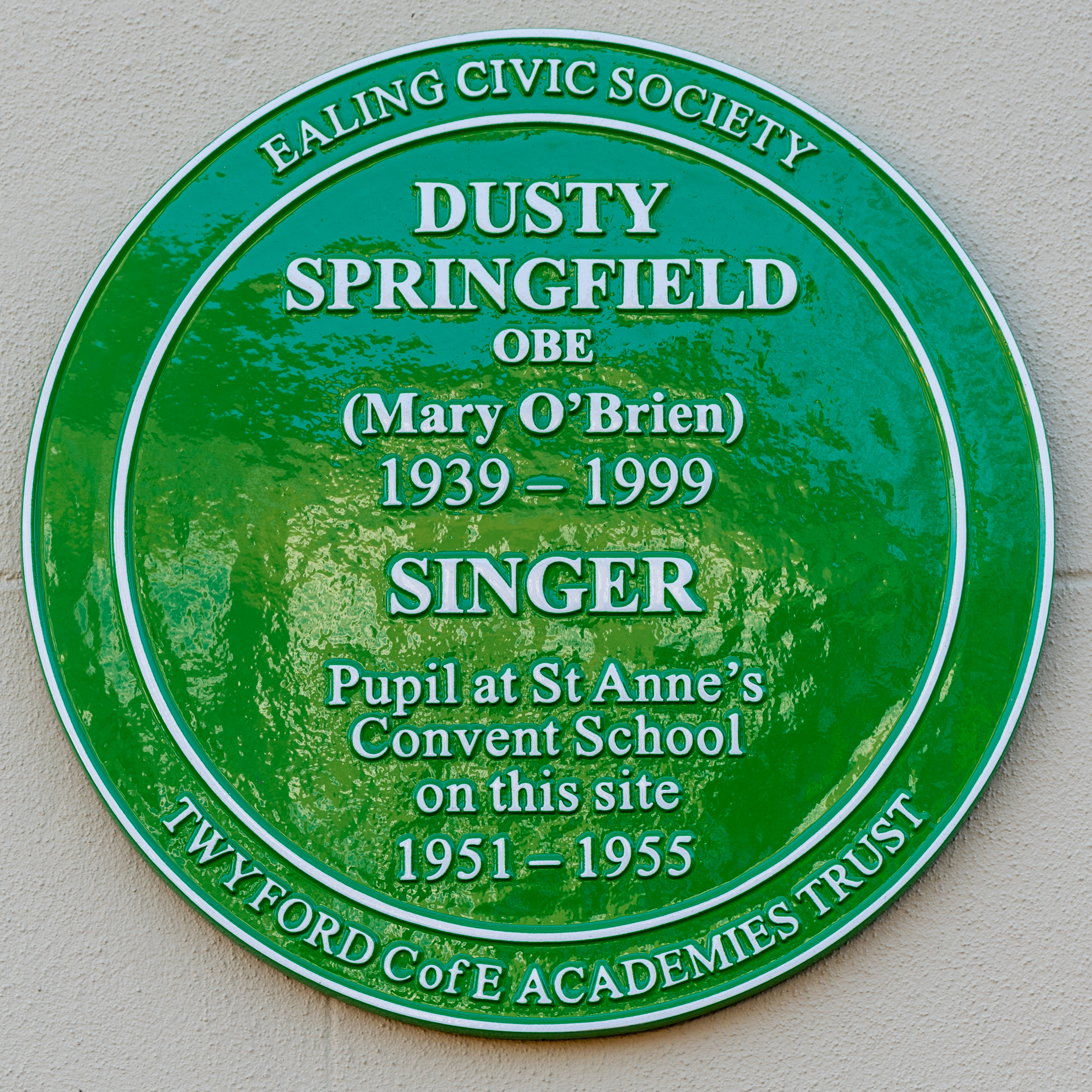
Placa ubicada en el Ealing Fields High School, de Ealing, Londres, donde Springfield asisitpo en su adolescencia.

### Muerte
En enero de 1994, mientras grababa su penúltimo álbum, A Very Fine Love, en Nashville, Tennessee, Springfield comenzó a sentirse enferma. Cuando regresó a Inglaterra unos meses después, sus médicos le diagnosticaron cáncer de mama. Recibió meses de quimioterapia y radioterapia y se descubrió que el cáncer estaba en remisión. En 1995, aparentemente con buena salud, Springfield se dedicó a promocionar el álbum, que se publicó ese año. A mediados de 1996 el cáncer había vuelto, y a pesar de los intensos tratamientos murió en Henley-on-Thames, Oxfordshire el 2 de marzo de 1999.
Su incorporación al Salón de la Fama del Rock and Roll se produjo dos semanas después de su muerte. Su amigo Elton John ayudó a incluirla en el Salón de la Fama y declaró: «Soy parcial, pero creo que fue la mejor cantante blanca que jamás haya existido... cada canción que cantó, la afirmó como propia».
Al funeral asistieron cientos de fanáticos y personas del negocio de la música, incluidos Elvis Costello, Lulu y los Pet Shop Boys. Fue un funeral católico, que tuvo lugar en la iglesia de Santa María la Virgen en Henley-on-Thames, donde Springfield había vivido durante sus últimos años. En el cementerio de la iglesia se colocó un marcador dedicado a su memoria. De acuerdo con los deseos de Springfield, fue incinerada y algunas de sus cenizas fueron enterradas en los jardines de su casa de Henley, mientras que el resto fue esparcido por su hermano, Tom Springfield, en los acantilados de Moher en Irlanda.
Durante el mismo año, la reina Isabel II del Reino Unido le concedió la Orden del Imperio Británico.

## Discografía

### Álbumes
- A Girl Called Dusty (1964)
- Stay Awhile/I Only Want to Be with You (1964)
- Dusty (1964)
- Ooooooweeee!!! (1965)
- Ev'rything's Coming Up Dusty (1965)
- You Don't Have to Say You Love Me (1966)
- Where Am I Going? (1967)
- The Look of Love (1967)
- Dusty... Definitely (1968)
- Dusty in Memphis (1969)
- From Dusty With Love (1970)
- A Brand New Me (1970)
- See All Her Faces (1972)
- Cameo (1973)
- Longing (1974
- It Begins Again (1978)
- Living Without Your Love (1979)
- White Heat (1982)
- Reputation (1990)
- A Very Fine Love (1995)

### Sencillos
- "I Only Want To Be With You" (1963)
- "Stay Awhile" (1964)
- "All Cried Out" (1964)
- "Wishin' and Hopin'" (1964)
- "I Just Don't Know What to Do With Myself" (1964)
- "Losing You" (1965)
- "Your Hurtin' Kind of Love" (1965)
- "In the Middle of Nowhere" (1965)
- "Some of Your Lovin'" (1965)
- "Little By Little" (1966)
- "You Don't Have To Say You Love Me" (1966)
- "Goin' Back" (1966)
- "All I See Is You" (1966)
- "Give Me Time" (1967)
- "I'll Try Anything" (1967)
- "What's It Gonna Be?" (1967)
- "The Look of Love" (1967)
- "I Close My Eyes and Count to Ten" (1968)
- "Breakfast in Bed" (1969)
- "Don't Forget About Me" (1969)
- "Son of a Preacher Man" (1969)
- "Willie & Lauramae Jones" (1969)
- "The Windmills of Your Mind" (1969)
- "Am I The Same Girl?" (1969)
- "How Can I Be Sure?" (1970)
- "Brand New Me" (1970)
- "Silly, Silly Fool" (1970)
- "Morning Please Don't Come" (1970)
- "Yesterday When I Was Young" (1972)
- "Who Gets Your Love" (1973)
- "Learn to Say Goodbye" (1973)
- "A Love Like Yours" (1978)
- "That's the Kind of Love I've Got for You" (1978)
- "I'm Coming Home Again" (1979)
- "Living Without Your Love" (1979)
- "Baby Blue" (1979)
- "Your Love Still Brings Me to My Knees" (1979)
- "It Goes Like It Goes" (1980)
- "Private Number" (1984)
- "Sometimes Like Butterflies" (1985)
- "What Have I Done to Deserve This?" (1987) (Con Pet Shop Boys)
- "Something In Your Eyes" (1987)
- "I Only Want To Be With You" (1988)
- "Nothing Has Been Proved" (1989)
- "In Private" (1989)
- "Reputation" (1990)
- "Arrested By You" (1990)
- "Heart and Soul" (1993)
- "Goin Back/Son of a Preacher Man" (1994)
- "Wherever Would I Be?" (1995)
- "Roll Away" (1995)